# Шелехов, Сергей Михайлович
Сергей Михайлович Ше́лехов — советский хозяйственный, государственный и политический деятель, Герой Социалистического Труда.

## Биография
Родился в 1913 году в Санкт-Петербурге. Член КПСС.
С 1933 года — на хозяйственной, общественной и политической работе. В 1933—1956 годах — радиомонтер на заводе имени Козицкого, инженер завода № 206, в эвакуации в Омске на заводе в военный период, начальник радиотехнической лаборатории Особого конструкторского бюро по гидролокационной аппаратуре при заводе № 206 Минсудпрома СССР, начальник лаборатории, начальник сектора Центрального научно-исследовательского института «Морфизприбор» Министерства судостроительной промышленности СССР. Умер в Ленинграде в 1986 году.

## Признание
- Указом Президиума Верховного Совета СССР от 25 июля 1966 года присвоено звание Героя Социалистического Труда с вручением ордена Ленина и золотой медали «Серп и Молот».
- Ленинская премия
- Сталинская премия третьей степени (1951)— за работу в области приборостроения